# Schussental

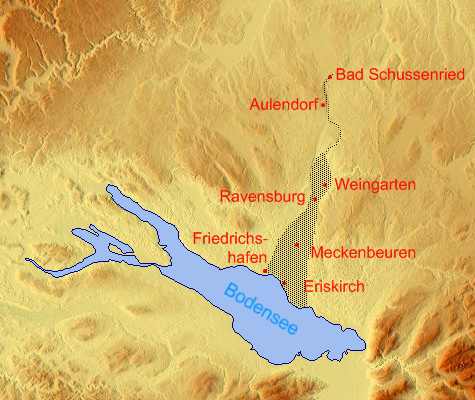
Lage des Schussentals

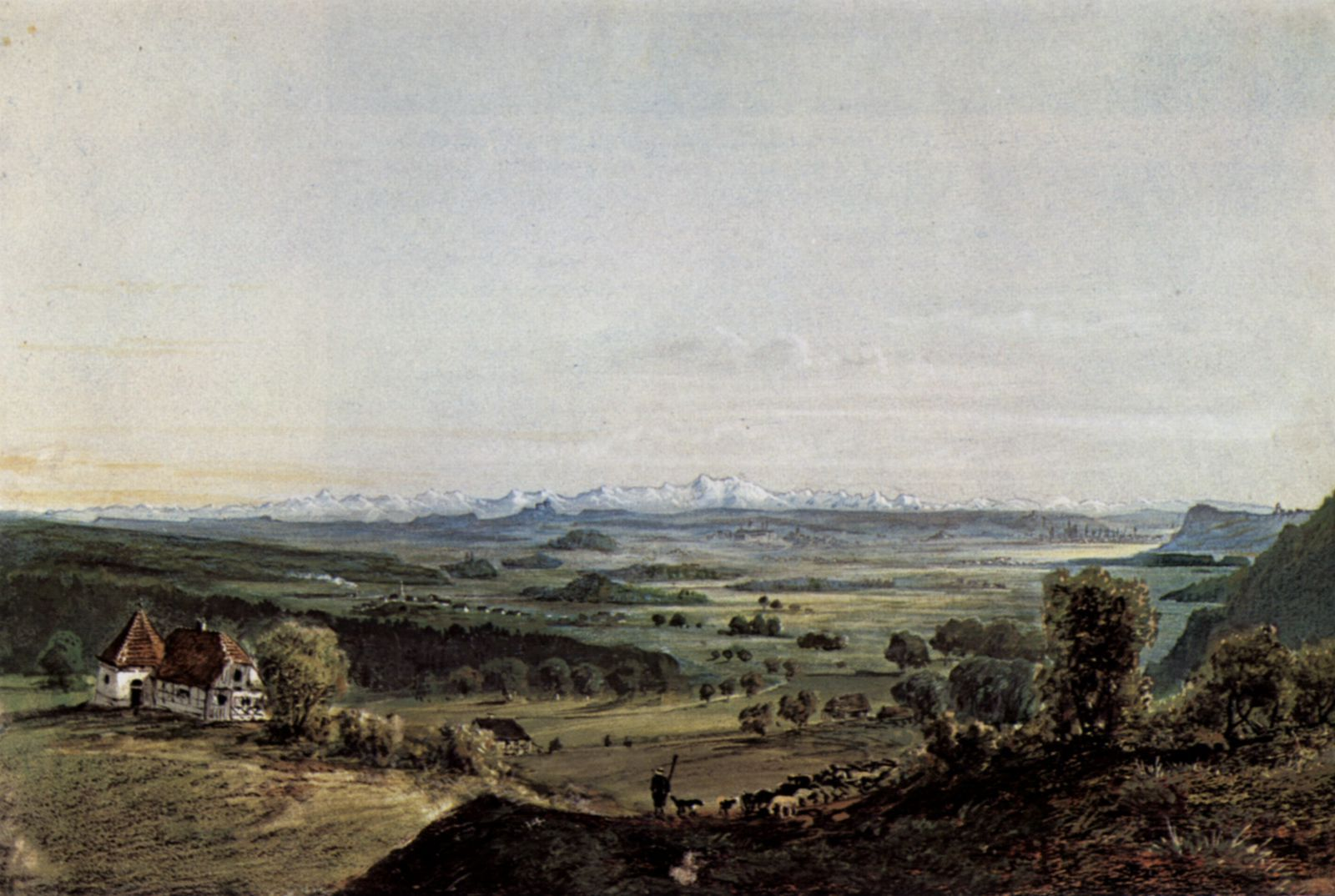
Julius Greth: Ravensburg und das Schussental von Wolpertswende aus gesehen (1865)

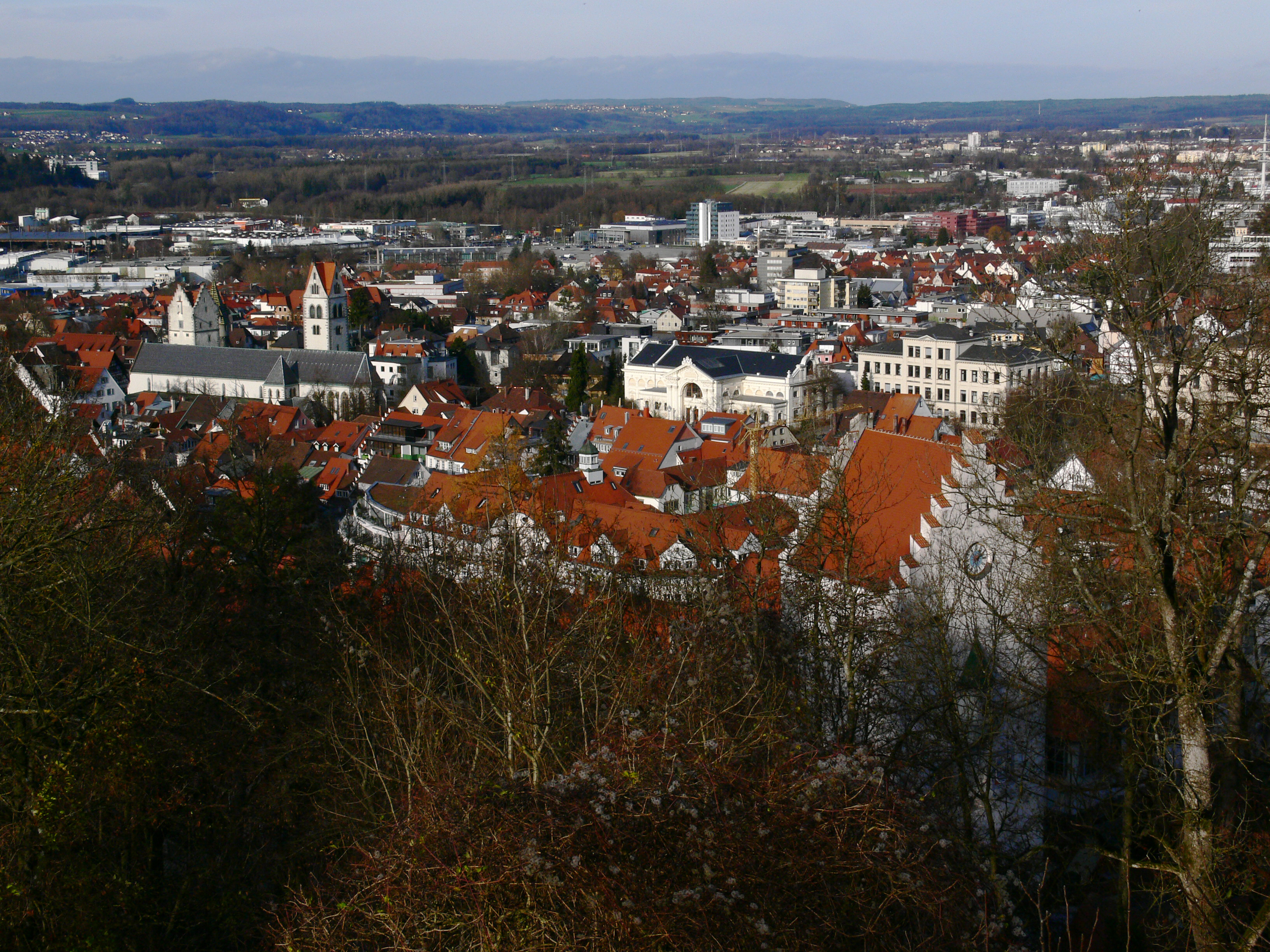
Blick über Ravensburg und das Schussental Richtung Norden

Das Schussental in der Region Bodensee-Oberschwaben erstreckt sich von der Quelle des kleinen Flusses Schussen nördlich von Bad Schussenried bis zur Mündung des Flusses südlich von Eriskirch im Gebiet des Eriskircher Rieds in den Bodensee. Im Schussental liegt das Hopfenanbaugebiet Tettnang.

## Engerer und weiterer Begriff
Das Schussental umfasst sowohl das weitere Becken als auch den Schussentobel. Das Becken verengt sich aus Richtung des Bodensees bei Ravensburg und weitet sich nördlich von Weingarten wieder etwas, bis es bei Mochenwangen in den engen Schussentobel übergeht. Umgangssprachlich und im engeren Sinne wird häufig nur das mittlere Schussental so bezeichnet, nachdem auch der Gemeindeverwaltungsverband Mittleres Schussental benannt ist.

## Landschaft
Der Schussentobel ist vergleichsweise naturnah und durchschneidet unter anderem den Altdorfer Wald. Dieser nördliche Teil des Schussentals steht damit im Gegensatz zum Ballungsgebiet des mittleren Schussentals mit den Städten Ravensburg, Weingarten sowie den Gemeinden Berg, Baienfurt und Baindt. Der südliche Teil wird großflächig genutzt für den Anbau von Obst sowie hauptsächlich im Bereich Tettnang auch für den Hopfenanbau. Das Eriskircher Ried bildet den Übergang zum Bodensee.

## Entstehung
Anders als der Name vermuten lässt, wurde das Tal nicht durch den Fluss Schussen, sondern durch eine eiszeitliche Gletscherzunge geformt. Die Schussen grub sich ihren Weg lediglich von der Quelle durch ein vorgefertigtes Flussbett in Richtung Süden bis zum Bodensee.